# رحمت‌آباد روتک
رحمت‌آباد یا رحمت‌آباد روتک روستایی مرزی در دهستان پشتکوه بخش پشتکوه شهرستان خاش استان سیستان و بلوچستان ایران است.

## جمعیت
بر پایه سرشماری عمومی نفوس و مسکن در سال ۱۳۹۵ جمعیت این روستا ۹۱ نفر (۲۰خانوار) بوده‌است.